# Tarset
Tarset – civil parish w Anglii, w hrabstwie Northumberland. Leży 51 km na północny zachód od miasta Newcastle upon Tyne i 432 km na północ od Londynu.